# Нескорочувана складність
Неспрощувана складність або нескорочувана складність (англ. Irreducible Complexity) — це аргумент, згідно з яким певні біологічні системи з декількома взаємодіючими частинами не функціонували б, якби одну з частин було видалено, тому нібито не могли еволюціонувати шляхом послідовних невеликих модифікацій попередніх менш складних систем через природний добір, який потребував, аби всі проміжні системи-попередники були повністю функціональними.

Майкл Біхі у своїй книзі "Чорний ящик Дарвіна" 1996 року визначив неспрощувану складність у природному доборі з точки зору добре підібраних частин:
... єдина система, що складається з декількох добре підібраних, взаємодіючих частин, які сприяють виконанню основної функції, в якій видалення будь-якої з частин призводить до того, що система фактично припиняє функціонувати.
Друге визначення, дане Біхі у 2000 році ("еволюційне визначення"), звучить наступним чином:
Неспрощувано складний еволюційний шлях - це шлях, який містить один або більше невідібраних кроків (тобто одну або більше необхідних, але невідібраних мутацій). Ступінь неспрощуваної складності - це кількість невідібраних кроків на шляху.